# 23896 Tatsuaki
23896 Tatsuaki este un asteroid din centura principală de asteroizi.

## Descriere
23896 Tatsuaki este un asteroid din centura principală de asteroizi. A fost descoperit pe 17 septembrie 1998 la Stația Anderson Mesa în cadrul programului LONEOS. Asteroidul prezintă o orbită caracterizată de o semiaxă mare de 2,98 ua, o excentricitate de 0,04 și o înclinație de 10,6° în raport cu ecliptica.